# Upplands Väsby (comune)
Upplands Väsby è un comune svedese di 38 963 abitanti, situato nella contea di Stoccolma. Il suo capoluogo è la città omonima.

## Località
Nel territorio comunale sono comprese le seguenti aree urbane (tätort):
- Ekeby
- Löwenströmska lasarettet
- Upplands Väsby (parte)